# 1945 у кіно

## Фільми

### Світове кіно
- Зниклий труп /  США
- Кольберг /  Третій Рейх
- Приголомшений

## Персоналії

### Народилися
- 10 січня — Валентина Теличкіна, радянська і російська акторка театру і кіно.
- 11 січня — Георгій Тараторкін, радянський і російський актор театру і кіно (пом. 2017).
- 20 січня — Джанні Амеліо, італійський кінорежисер та сценарист.
- 4 лютого — Полад Бюльбюльогли, радянський і азербайджанський естрадний співак (ліричний тенор), композитор, педагог, актор.
- 9 лютого — Міа Ферроу, американська акторка, співачка, модель.
- 20 лютого — Брайон Джеймс, американський актор.
- 27 лютого — Данієль Ольбрихський, польський актор театру і кіно.
- 4 березня — Фемі Бенуссі, італійська акторка кіно та театру й еротична модель істрійського походження.
- 13 березня — Гудзь Микола Опанасович, радянський і український кіноактор.
- 26 березня — Пащенко Вілорій Іванович, український актор.
- 31 березня — Бєлозьорова Лідія Олексіївна, українська акторка театру і кіно.
- 2 квітня — Лінда Гант, американська акторка.
- 19 квітня — Єзепов Михайло Іванович, радянський і російський актор театру і кіно, театральний режисер.
- 3 травня — Ричагова Наталія Сергіївна, радянська і російська кіноакторка (пом. 2011).
- 14 травня — Франческа Анніс, британська акторка театру, кіно та телебачення.
- 24 травня — Кіндінов Євген Арсенійович, радянський, російський актор театру і кіно.
- 30 травня — Лефтій Антоніна Володимирівна, українська акторка кіно.
- 19 червня — Селезньова Наталія Ігорівна, радянська і російська акторка театру і кіно.
- 25 червня — Тюркан Шорай, турецька кіноакторка, сценаристка і режисерка.
- 7 серпня — Журбін Олександр Борисович, російський композитор.
- 13 серпня — Марія Ром, австрійська акторка (пом. 2018).
- 14 серпня — Вім Вендерс, німецький кінорежисер, сценарист і продюсер.
- 15 серпня — Васильєва Катерина Сергіївна, радянська, російська акторка театру і кіно.
- 8 вересня — Фокін Володимир Петрович, радянський і російський кінорежисер, сценарист і актор.
- 2 жовтня — Олена Брацлавська, українська радянська акторка.
- 19 жовтня — Джон Літгоу, американський актор.
- 21 жовтня:
  - Еверетт Макгілл, американський актор.
  - Михалков Микита Сергійович, російський кінорежисер, актор та продюсер.
- 24 жовтня — Мартинов Андрій Леонідович, радянський та російський актор театру і кіно.
- 10 листопада — Розіта Торош[it], італійська кіноакторка (пом. 1994).
- 17 листопада — Ролан Жоффе, британсько-французький кінорежисер, сценарист і продюсер.
- 21 листопада — Голді Гоун, американська акторка.
- 5 грудня — Русланова Ніна Іванівна, радянська і російська акторка театру та кіно.
- 8 грудня — Стеблов Євген Юрійович, радянський і російський актор театру та кіно.
- 18 грудня — Євген Юрійович Стеблов, радянський і російський актор театру і кіно, народний артист Росії.
- 23 грудня — Рижаков Валерій Миколайович, радянський і російський актор театру і кіно.

### Померли
- 4 березня — Марк Сендріч, американський кінорежисер, сценарист і продюсер.
- 7 квітня — Расселл Хоптон, американський кіноактор і режисер.
- 4 травня — Анна Додж, американська акторка німого кіно.
- 11 травня — Стася Наперковська, французька акторка німого кіно, танцюристка (нар. 1891).
- 13 липня — Алла Назимова, американська акторка театру та кіно.
- 19 липня — Джордж Барб'є, американський актор кіно та театру.
- 29 вересня — Тед Едвардс, американський кіноактор англійського походження.
- 17 жовтня — Чарльз Лейн, американський актор театру та кіно.
- 12 листопада — Яро Фюрт, австрійський актор театру та кіно.
- 21 листопада  — Роберт Бенчлі, американський журналіст, актор і сценарист (нар. 1889).